# Flik 56J
A Fliegerkompanie 56 vagy Jagdflieger-Kompanie 56 (rövidítve Flik 56J, magyarul 56. vadászrepülőszázad) az osztrák-magyar légierő egyik repülőszázada volt.

## Története
A századot az ausztriai Straßhofban állították fel 1917. szeptember 8-án, majd az olasz frontra, Villachba irányították frontszolgálatra. Októberben a caporettói áttörésben a 14. német hadsereg alárendeltségében vett részt. 1918-ban a 6. hadsereg kötelékébe került és júniusban harcolt a Piave-offenzívában. Bázisai Campoformidóban, Feltrében, Pinzanóban és San Fiorban voltak.
A háború után a teljes osztrák légierővel együtt felszámolták.

## Századparancsnokok
- Robert Ellner százados
- Eugen Oancea százados
- Fekete Oszkár százados

## Századjelzés
A 6. hadseregben elrendelték a repülőszázadok megkülönböztető jelzéseinek használatát: ennek alapján a Flik 56J repülőgépeit nagyméretű, fehér keretes fekete vagy fekete keretes fehér számokkal és betűkkel különböztették meg. 

## Repülőgépek
- Albatros D.III
- Aviatik D.I